# Pero habenaria
Pero habenaria är en fjärilsart som beskrevs av Achille Guenée 1858. Pero habenaria ingår i släktet Pero och familjen mätare. Inga underarter finns listade i Catalogue of Life.